# 98 (szám)
A 98 (római számmal: XCVIII) a 97 és 99 között található természetes szám.

## A szám a matematikában
A tízes számrendszerbeli 98-as a kettes számrendszerben 1100010, a nyolcas számrendszerben 142, a tizenhatos számrendszerben 62 alakban írható fel.
A 98 páros szám, összetett szám, kanonikus alakja 2 · 72, normálalakban a 9,8 · 101 szorzattal írható fel. Hat osztója van a természetes számok halmazán, ezek növekvő sorrendben: 1, 2, 7, 14, 49 és 98.
Wedderburn-Etherington-szám.
Nontóciens szám.
A 98 egyetlen szám valódiosztóösszeg-függvényeként áll elő, ez a 97²=9409.

## A tudományban
- A periódusos rendszer 98. eleme a kalifornium.